# Тертуллиан, Николя
Николя Тертуллиан (фр. Nicolas Tertulian, настоящее имя Натан Вайнштейн (рум. Nathan Veinstein); 12 марта 1929, Яссы, Королевство Румыния — 11 сентября 2019, Сюрен, Франция) — французский философ, эстетик и эссеист румынско-еврейского происхождения. Почётный директор Высшей школы социальных наук. Специалист по трудам венгерского мыслителя-марксиста Дьёрдя Лукача.

## Биография
Родился 12 марта 1929 года в еврейской семье в румынском городе Яссы. В 1940 году в связи с расовыми законами, принятыми румынскими властями, был исключён из Национальной средней школы. Вынужденный носить жёлтую звезду в этот период, был свидетелем жестокого погрома с 27 июня по 2 июля 1941 года, когда несколько членов его семьи были убиты.
В 1946 году он поступил на философский факультет Бухарестского университета, где учился до 1950 года. Диссертацию защитил в Бухаресте в 1972 году в Институте философии Румынской академии наук. Диссертация была посвящена Бенедетто Кроче и Дьёрдю Лукачу, а также взаимосвязи эстетики и философии.
Был членом редколлегии еженедельника Contemporanul с 1948 года, а в 1954 году был переведён в редакцию ежемесячного издания Viața românească, где отвечал за отдел литературной критики и печатал свои исследования нескольких великих деятелей румынской литературы вроде Михая Эминеску, Михаила Садовяну и Константин Стере, собранные затем в сборнике «Очерки» (1968), который получил премию литературной критики от этого журнала, где они были первоначально опубликованы. Там же Тертуллиан в 1958 году представил обширное исследование социологической и эстетической концепции Эуджена Ловинеску, а в 1963 году он опубликовал первые главы работы о творчестве Лучиана Благи — авторов, долгое время подвергавшимся остракизму со стороны пропаганды режима.
Среди современных философов Тертуллиан проявляет особую привязанность к работам Дьёрдя Лукача, эстетическую и философскую мысль которого он стремился представить в Румынии, обеспечив перевод на румынский язык его литературно-критических трудов (антология этих сочинений вышла в Бухаресте в 1969 году) и нескольких его наиболее представительных теоретических трудов, начиная с «Эстетики» (опубликованной в 1972-1974 годах) и «Онтологии социального бытия» (оба тома вышли в румынском переводе в начале 1980-х). Каждому из этих произведений предшествуют обширные вводные исследования, написанные Тертуллианом. Его книга «Критика, эстетика, философия», опубликованная в 1972 году, объединяет его основные тексты о Бенедетто Кроче и Георге Лукаче. 
С 1965 года Тертуллиан вступил в прямой контакт с Лукачем, регулярно навещая его в Будапеште и поддерживая с ним переписку, которая продолжалась до смерти венгерского философа в 1971 году. Помимо своей интенсивной деятельности по популяризации и интерпретации работ Лукача, в 1970-х годах он посвятил себя представлению идей Франкфуртской школы румынским интеллектуальным кругам, опубликовав первое исследование на румынском языке о творчестве Теодора Адорно, а также обширную антологию трудов Герберта Маркузе, с которым общался на Женевских международных встречах, где он был постоянным гостем с 1969 года. В 1977 году была опубликована книга «Опыт, искусство и судьба», в которую вошли тексты о Лукаче, Адорно, Маркузе и других.
С 1969 года работал преподавателем и научным сотрудником кафедры эстетики философского факультета Бухарестского университета. Коммунистические власти Румынии преследовали Тертуллиана. В 1975 году ему было запрещено преподавать, в 1977 году его уволили из университета. Протесты его французских друзей Микеля Дюфренна и Оливье Рево д'Аллонна в письме Министерству образования в Бухаресте остались безрезультатными. После этого до 1980 года он работал в Институте истории искусств Академии наук. Испытывая отвращение к дискриминации, которым его подвергал режим Чаушеску, не терпевший независимости мысли и практиковавший едва завуалированную ксенофобию, Тертуллиан выбрал путь изгнания.
В 1980 году он переехал в Гейдельберг, а в 1981 — в Сиену, где по году преподавал в местных университетах. В 1982 году Николя Тертуллиан получил должность заместителя директора по учебной работе в Высшей школе социальных наук (EHESS) в Париже, где ему было поручено преподавать историю современной немецкой мысли. Уже за рубежом вышла его книга «Георг Лукач: этапы его эстетической мысли», получившая благоприятный отклик у старейшего немецкого философа того времени Ханса-Георга Гадамера, который заинтересовался страницами книги, посвященным влиянию неокантианского философа Баденской школы Эмиля Ласка, на молодых Лукача и Хайдеггера. Тертуллиан также был одним из первых, кто в 1981 году раскрыл французской общественности политическое прошлое Эмиля Чорана.
Умер 11 сентября 2019 года в больнице в городе Сюрен в возрасте 90 лет.

## Книги
- Probleme ale literaturii de evocare istorică. 1954
- Eugen Lovinescu sau contradicțiile estetismului. 1959
- Eseuri. 1968
- Critică, estetică, filozofie. 1972
- Experiență, artă, gîndire. 1977
- Perspective contemporane. 1981
- Mihai Beniuc (en collaboration avec Alain Bosquet). 1966
- Georg Lukács: Étapes de sa pensée esthétique. 1980
- Lukács: La rinascita dell’ontologia. 1986
- Ontologia del ser social. 1991
- Georg Lukács: Etapas de seu pensamento estetico. 2010
- Pourquoi Lukács? 2016